# بين مور
بين مور (13 مايو 1995 ببوليغ بروك في الولايات المتحدة - ) (بالإنجليزية: Ben Moore)‏ هو لاعب كرة سلة أمريكي في مركز هجوم صغير الجسم. لعب مع SMU Mustangs men's basketball ‏.

## وصلات خارجية
- بين مور على موقع إن بي أي (الإنجليزية)
- بين مور على موقع سبورتس رفرنس (الإنجليزية)
- بين مور على موقع كرة السلة الأوروبية.كوم (الإنجليزية)
- بين مور على موقع كلية كرة السلة في سبورتس رفرنس.كوم (الإنجليزية)
- بين مور على موقع ريلجم (الإنجليزية)
- بين مور على موقع بروبوليرز (الإنجليزية)
- بين مور على موقع سبورتس رفرنس (الإنجليزية)
- بين مور على موقع سبورتس رفرنس (الإنجليزية)